# Leslie H. Martinson
Leslie Herbert Martinson (* 16. Januar 1915 in Boston, Vereinigte Staaten; † 3. September 2016 in Los Angeles, Vereinigte Staaten) war ein US-amerikanischer Regisseur bei Film und Fernsehen.

## Leben und Wirken
Martinson besaß lettisch-deutsch-jüdische Wurzeln und ließ sich am Musikkonservatorium seiner Heimatstadt Boston künstlerisch ausbilden. Seine erste berufliche Betätigung führte ihn in die Werbeabteilung der Lokalzeitung The Boston Evening Transcript, ehe er sich 1936 nach Hollywood aufmachte. Dort wirkte er die folgenden anderthalb Jahrzehnte als so genannter Script Clerk in der Drehbuchabteilung von MGM. In den Jahren 1946 bis 1953 diente Martinson ungenannt bei der Drehbuch-Überwachung von zum Teil recht bekannten Filmen wie Die Wildnis ruft (1946),  Der Pirat (1947), Osterspaziergang (1948), Spiel zu dritt (1949), Kuß um Mitternacht (1949) und John Hustons Film-Noir-Klassiker Asphalt-Dschungel (1950). Nach drei Regieassistenzen 1949 bis 1951 ließ man ihn 1952 erstmals Regie führen.
In den folgenden 37 Jahren inszenierte Leslie H. Martinson Hunderte von Episoden zu zum Teil auch in Deutschland populären und häufig im Polizei- oder Westernumfeld spielenden Fernsehserien, darunter Colt.45, Cheyenne, Maverick, Bronco, Lawman, 77 Sunset Strip, Wettlauf mit dem Tod, Batman, Mister Roberts, Das Geheimnis der grünen Hornisse, Der Chef, Kobra, übernehmen Sie, Wo die Liebe hinfällt, Mannix, Der Sechs-Millionen-Dollar-Mann, Barnaby Jones, Wonder Woman, Dallas, Fantasy Island und Vicki. 
Immer mal wieder, vor allem in den 1950er und 1960er Jahren, ließ man ihn auch den einen oder anderen (nicht allzu hoch budgetierten) Kinofilm inszenieren. Seine bekannteste Arbeit dürfte wohl 1966 der Batman-Kinofilm Batman hält die Welt in Atem sein. Gut ein Jahrzehnt darauf inszenierte er im (damals noch vom Schah beherrschten) Iran den international besetzten und ebenso coproduzierten Agententhriller Missile X – Geheimauftrag Neutronenbombe, zugleich sein letzter Kinofilm. Seine letzten Einzelproduktionen waren Anfang der 1980er Jahre mehrere Fernsehfilme mit dem schwarzen, damaligen Kinderstar Gary Coleman, von dem er Mitte desselben Jahrzehnts auch ein 40-minütiges Videoporträt anfertigte.
1989 zog sich Martinson, der zwei minder wichtige Filmpreise in den Jahren 1972 (Golden Gryphon für Batman hält die Welt in Atem) und 2006 (Golden Boot) einstreichen konnte, von jedweder Regietätigkeit zurück. Der zweimal verheiratete Leslie H. Martinson starb 2016 hochbetagt im Alter von 101 Jahren.

## Filmografie
Nur Einzelinszenierungen für das Kino, wenn nicht anders angegeben
- 1954: The Atomic Kid
- 1956: Hot Rod Girl
- 1957: Hot Rod Rumble
- 1961: Mein bester Freund (Lad: A Dog)
- 1962: Black Gold
- 1962: FBI Code 98
- 1962: Patrouillenboot PT 109 (PT 109)
- 1963: Strandparty bei Mondschein (For Those Who Think Young)
- 1966: Batman hält die Welt in Atem (Batman)
- 1966: Feuerdrache (Fathom)
- 1969: Herausforderung zum Grand Prix (The Challengers) (Fernsehfilm)
- 1970: Mrs. Pollifax-Spy
- 1971: How to Steal an Airplane (Fernsehfilm)
- 1973: … And Millions Die (Fernsehfilm)
- 1976: Fluchtpunkt Angola (Escape from Angola)
- 1978: Rescue From Gilligan’s Island (Fernsehfilm)
- 1978: Missile X – Geheimauftrag Neutronenbombe (Allarme nucleare)
- 1981: The Kid With the Broken Halo (Fernsehfilm)
- 1982: Das kleine Superhirn (The Kid with the 200 I.Q.) (Fernsehfilm)
- 1984: The Fantastic World of D. C. Collins (Fernsehfilm)